# Ricardo Katza
Ricardo Katza (Cidade do Cabo, 12 de março de 1978) é um ex-futebolista profissional sul-africano que jogava como defensor.

## Carreira
Desde 2003, atua pelo Supersport United, sendo um dos pilares da defesa da agremiação, ate 2012, quando encerrou a carreira.

## Seleção
representou o elenco da Seleção Sul-Africana de Futebol no Campeonato Africano das Nações de 2002, 2004 e 2006.